# Буч (округ Комарно)
Буч (словац. Búč) — село в окрузі Комарно Нітранського краю Словаччини. Площа села 31,5 км². Станом на 31 грудня 2015 року в селі проживало 1128 жителів.

## Історія
Перші згадки про село датуються 1208 роком.

## Географія
Протікає Обідський канал.

## Населення
| Рік:            | 1994. | 2004.    | 2014.   | 2024.   |
| --------------- | ----- | -------- | ------- | ------- |
| Кількість осіб: | 1337  | 1196     | 1151    | 1118    |
| Різниця:        |       | -10,54 % | -3,76 % | -2,86 % |

| Рік:            | 2023. | 2024.   |
| --------------- | ----- | ------- |
| Кількість осіб: | 1113  | 1118    |
| Різниця:        |       | +0,44 % |